# So Close to Paradise
Pour plus de détails, voir Fiche technique et Distribution.
So Close to Paradise (扁担·姑娘, Biǎndan gūniáng) est un film chinois réalisé par Wang Xiaoshuai, sorti en 1998.

## Fiche technique
- Titre original : 扁担·姑娘, Biǎndan gūniáng
- Titre français : So Close to Paradise
- Réalisation : Wang Xiaoshuai
- Scénario : Pang Ming et Wang Xiaoshuai
- Direction artistique : Cheng Kuangming
- Costumes : Dong Chu-ying
- Photographie : Tao Yang
- Montage : Liu Fang et Hongyu Yang
- Musique : Liu Lin
- Pays d'origine : Chine
- Format : Couleurs - 35 mm - 1,85:1
- Genre : drame, romance
- Durée : 93 minutes
- Dates de sortie :
  - Hong Kong : 10 décembre 1998
  - France : mai 1999 (Festival de Cannes 1999), 1er décembre 1999 (sortie nationale)

## Distribution
- Tong Wang : Ruan Hong
- Yu Shi : Dongzi
- Tao Guo : Gao Ping
- Tao Wu : Su Wu

## Distinction
- Festival de Cannes 1999 : sélection en section Un certain regard